# Файнберг, Эсфирь Яковлевна
 Эсфи́рь Я́ковлевна Файнберг (18 (31) марта 1908 г., Бобруйск — после 1972 г., Москва) — советский учёный-японист, доктор исторических наук, профессор МГИМО МИД СССР.

## Биография
Эсфирь Яковлевна Файнберг родилась 31 марта 1908 года в городе Бобруйск в Белоруссии. В 1930 году поступила в Московский институт востоковедения (МИВ). Специализировалась на истории Японии Нового времени. По окончании ВУЗа в 1935 году поступила в аспирантуру. В 1940 году под руководством Н. И. Конрада была защищена кандидатская диссертация «История проникновения европейцев в Японию до её „открытия“ (1542—1854)». В 1955 году защитила докторскую диссертацию «Русско-японские отношения в 1697—1875 годах».
Работала в Московском институте востоковедения с 1935 по 1954 год. С 1940 года — доцент, с 1960 — профессор. В 1954—1971 годах преподавала в МГИМО.
Японист, доктор исторических наук И. А. Латышев, ученик Э. Я. Файнберг, писал о ней (сравнивая с коллегой по МИВ К. М. Поповым): «Менее заметную роль играла в общественной жизни и учебных делах МИВ преподаватель истории Японии — доцент Эсфирь Яковлевна Файнберг. Отчасти причиной тому был её не очень общительный характер. К тому же не обладала она и тем умением очаровывать аудиторию, каким обладали, например, Н. И. Конрад и А. Е. Глускина. Она плохо видела и носила постоянно очки с очень толстыми стеклами. Лекции свои она читала сидя, низко склонившись над текстом и мало заботясь о том, слушают ли её студенты или нет. Но лекции её были весьма добротны по содержанию. В тот период, как выяснилось позже, Эсфирь Яковлевна интенсивно работала в архивах в связи с написанием докторской диссертации на тему „Русско-японские отношения в 1697—1875 годах“, изданной впоследствии в виде книги. И как учёный-исследователь она проявила себя гораздо ярче, чем как преподаватель. Её книга, как показало в дальнейшем развитие японоведческой науки, послужила исключительно важным вкладом в разработку достоверной истории русско-японских отношений. Лично я глубоко благодарен Э. Файнберг за то доверие, которое она оказала мне, а также Д. В. Петрову, подав в дирекцию заявку на зачисление нас двоих в аспирантуру по специальности „История Японии“».

## Научная деятельность
В сферу научных интересов Э. Я. Файнберг входила история Японии в период Нового времени и история русско-японских отношений этого периода. В монографии «Русско-японские отношения в 1697—1875 гг.» (1960) освещается период становления дипломатических отношений между Россией и Японией. Их развитие рассматривается в контексте исследования русскими путешественниками Дальнего Востока — географических экспедиций на Дальний Восток в XVIII веке, открытия Курильских островов, Сахалина и Северного морского пути в Японию, экспедиций Адама Лаксмана и Н. П. Резанова в Японию в начале XIX века и укрепления позиции Российской империи на Тихом океане. Анализируются попытки установить с Японией торговые отношения, особенности русско-японских торговых договоров.

## Основные работы
- Экспедиция Лаксмана в Японию (1792—1793 гг.) // Труды МИВ. 1947. Сб. № 5. С. 201—233.
- Япония. М.: Военное изд-во, 1947. 51 с. (в соавт. с А. Л. Гальпериным и К. М. Поповым)
- Внутреннее и международное положение Японии в середине XIX века. М.: Изд-во МИВ, 1954. 110 с.
- Из истории установления официальных отношений между Россией и Японией // Советское востоковедение. 1955. № 3. С. 56-70.
- Русско-японские отношения в 1697—1875 гг. М.: Изд-во вост. лит., 1960. 314 с.
- Япония // История зарубежных стран после Второй мировой войны. М., 1964. С. 549—567.
- Япония // История зарубежных стран: 1917—1945. М., 1967. С. 389—407.
- И. А. Гошкевич — первый русский консул в Японии (1858—1865) // Историко-филологические исследования. М., 1967. С. 505—509.
- Посольство Е. В. Путятина в Японию // Вопросы истории. 1969. № 3. С. 73-89.
- Исторические права советского народа на Курильские острова // Уч. зап. МГИМО. Проблемы востоковедения. 1970. С. 272—292.
- Вмешательство западных держав в гражданскую войну в Японии и нейтралитет России (1863—1869) // Уч. зап. МГИМО. Проблемы востоковедения. Вып. 2. 1972. С. 3-30.